# Йодоводород
Йодоводородът е химично съединение с формула HI. Йодът взаимодейства с водорода само при нагряване. Получава се газообразно вещество йодоводород. Йодоводородът е нетрайно съединение и още при получаването си се разлага на йод и водород. Това се означава в химично уравнение с две противоположни стрелки.
H2 + I2 ⇄ 2HI